# Rząd Mihaia Tudosego
Rząd Mihaia Tudosego – rząd Rumunii funkcjonujący od 29 czerwca 2017 do 29 stycznia 2018.
W wyborach parlamentarnych z grudnia 2016 zdecydowane zwycięstwo odniosła Partia Socjaldemokratyczna (PSD), która zawarła koalicję z Sojuszem Liberałów i Demokratów (ALDE). Ugrupowania te ostatecznie współtworzyły rząd, na czele którego 4 stycznia 2017 stanął socjaldemokrata Sorin Grindeanu. Kilka miesięcy później premier utracił poparcie swojego ugrupowania, oficjalnie z powodu nierealizowania przez rząd zapowiedzianych reform gospodarczych. Odmówił podania się do dymisji, co w czerwcu 2017 skutkowało rezygnacjami niemal wszystkich członków jego gabinetu i przegłosowaniem wotum nieufności.
26 czerwca 2017 PSD wskazała Mihaia Tudosego jako kandydata na nowego premiera. Następnego dnia prezydent Klaus Iohannis dokonał jego desygnowania na ten urząd. 29 czerwca 2017 parlament udzielił nowemu rządowi wotum zaufania. Tego samego dnia członkowie gabinetu zostali zaprzysiężeni, rozpoczynając urzędowanie.
Kilka miesięcy później premier utracił poparcie swojej partii i jej lidera Liviu Dragnei. 15 stycznia 2018 złożył rezygnację z pełnionej funkcji. Następnego dnia obowiązki premiera przejął Mihai-Viorel Fifor. 29 stycznia 2018 urzędowanie rozpoczął rząd Vioriki Dăncili tworzony przez dotychczasowych koalicjantów.

## Skład rządu
- Premier: Mihai Tudose (PSD, do stycznia 2018)
- Wicepremier, minister rozwoju regionalnego, administracji publicznej i funduszy europejskich: Sevil Shhaideh (PSD, do października 2017), Paul Stănescu (PSD, od października 2017)
- Wicepremier, minister środowiska: Grațiela-Leocadia Gavrilescu (ALDE)
- Wicepremier: Ion-Marcel Ciolacu (PSD)[10]
- Minister spraw wewnętrznych: Carmen Daniela Dan (PSD)
- Minister spraw zagranicznych: Teodor Meleșcanu (ALDE)
- Minister obrony narodowej: Adrian Țuțuianu (PSD, do września 2017), Mihai-Viorel Fifor (PSD, od września 2017)
- Minister finansów publicznych: Ionuț Mișa (PSD)
- Minister sprawiedliwości: Tudorel Toader (bezp.)
- Minister rolnictwa i rozwoju wsi: Petre Daea (PSD)
- Minister edukacji narodowej: Liviu Pop (PSD)
- Minister pracy i sprawiedliwości społecznej: Lia-Olguța Vasilescu (PSD)
- Minister gospodarki: Mihai-Viorel Fifor (PSD, do września 2017), Gheorghe Șimon (PSD, od września 2017)
- Minister energii: Toma-Florin Petcu (ALDE)
- Minister transportu: Alexandru-Răzvan Cuc (PSD, do października 2017), Felix Stroe (PSD, od października 2017)
- Minister ds. biznesu, handlu i przedsiębiorczości: Ilan Laufer (PSD)
- Minister zdrowia: Florian-Dorel Bodog (PSD)
- Minister kultury i tożsamości narodowej: Lucian Romașcanu (PSD)
- Minister gospodarki wodnej i leśnictwa: Adriana-Doina Pană (PSD)[10]
- Minister badań naukowych i innowacji: Lucian Puiu Georgescu (PSD)
- Minister łączności i społeczeństwa informacyjnego: Lucian Șova (PSD)
- Minister młodzieży i sportu: Marius-Alexandru Dunca (PSD)
- Minister turystyki: Mircea-Titus Dobre (PSD)
- Minister ds. diaspory: Andreea Păstârnac (PSD)
- Minister ds. konsultacji publicznych i dialogu społecznego: Gabriel Petrea (PSD)
- Minister ds. kontaktów z parlamentem: Viorel Ilie (ALDE)
- Minister delegowany ds. funduszy europejskich: Rovana Plumb (PSD, do października 2017), Marius Nica (PSD, od października 2017)[10]
- Minister delegowany ds. europejskich: Victor Negrescu (PSD)